# Řecko-kartaginské války
Řecko-kartaginské, řecko-punské nebo sicilské války jsou označení pro boje mezi starověkými Řeky a Kartágem v 5.–3. století př. n. l. o ovládnutí Sicílie. Sicilská řecká města však také válčila mezi sebou a vítězit nad Kartágem se jim většinou dařilo jen tehdy, když se spojila pod vedením Syrákús. S Kartágem později začali válčit Římané v punských válkách, Sicílii ovládli a nakonec Kartágo porazili a zničili.
Řecké kolonie se nacházely především na východě (Messina, Naxos, Syrákúsy) a na jihu (Gela, Akragás). Kartáginci měli opěrné body na západě (Panormos, Lilybaion).

## První válka
K prvnímu konfliktu došlo, když tyran Therillos povolal Kartágince na pomoc poté, co byl vypuzen z Himery Thérónem z Akragantu. Thérón se však spojil se syrákúským Gelónem a Kartágince porazili roku 480 př. n. l. v bitvě u Himery.

## Války za Dionýsia
Další konflikt nastal roku 409 př. n. l., kdy Kártáginci přišli na pomoc Segestě proti Selínúntu. Podařilo se jim porazit nejen Selínús, ale i Himeru, Akragás a Gelu. Získaná území jim byla zaručena mírem se syrákúským Dionýsiem I., který byli nuceni uzavřít kvůli moru. Dionýsios s nimi poté ještě třikrát válčil, vybojoval vítězství, ale přesto Kartágu část zisku z výbojů zůstala.

## Druhá polovina 4. století

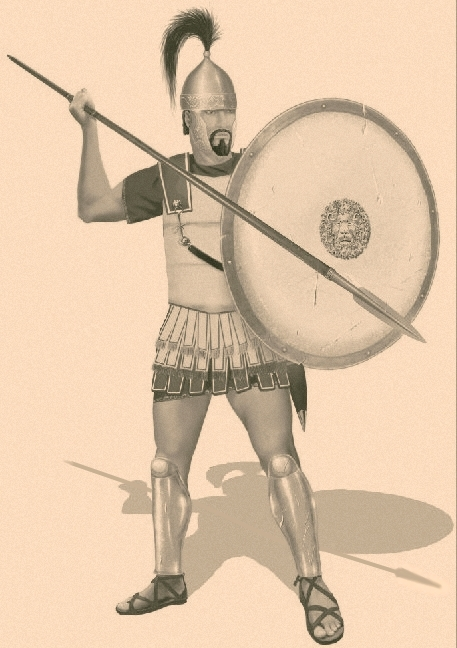
Kartaginský hoplít ze 4. století př. n. l.

Korintský vojevůdce Tímoleón, kterého povolali Syrákúsané, aby svrhl zdejší tyranidu, zvítězil u řeky Krímisu roku 341 př. n. l., vytlačil Kartágince a osvobodil některá řecká města. Tyranidu následně obnovil Agathoklés, který pokračoval ve válce s Kartágem, rozšířil moc na většinu Sicílii a roku 310 př. n. l. se pokusil ohrozit Kartágince přímo na jejich území.

## Pyrrhos
Do konfliktu zasáhl také epeirský král Pyrrhos, kterého povolala sicilská města na pomoc. Pyrrhos omezil území Kartáginců na Lilybaion. Nakonec však Sicílii opustil kvůli sporům s obyvateli v důsledku svého krutého způsobu vlády a kvůli svým ohroženým spojencům v Itálii. Kartáginci pak záhy získali většinu ostrova zpět – až na Messinu a Syrákúsy.